# Стара Гута (Остерський район)
Стара Гута (Старо-Моровська гута) - село Остерського району, Чернігівської області. Виселене задля побудови військового полігону в 1950-х.
Станом на 1866 рік в селі налічувався 27 дворів і 179 мешканців.
Станом на 1946 рік центр Старогутянської сільської ради, до якого крім самої Старої Гути входили хутори Крупчина Долина, Новий завод (Нова Заводь), Сапонова Гута та Сукачі.